# Chawki Doulache
Chawki Doulache (ur. 9 kwietnia 1997) – algierski zapaśnik walczący w stylu klasycznym. Złoty medalista mistrzostw Afryki w 2020 i srebrny w 2024. Trzynasty w indywidualnym Pucharze Świata w 2020. Triumfator mistrzostw arabskich w 2024. Mistrz śródziemnomorski w 2018 i drugi w 2016. Trzeci na mistrzostwach Afryki kadetów w 2014 roku.